# But Seriously, Folks...
But Seriously, Folks... è il quarto album in studio di Joe Walsh, uscito nel 1978 per la Asylum Records.

## Descrizione
Primo lavoro prodotto dalla Asylum, è stato concepito durante la lavorazione di The Long Run.
Il chitarrista degli Eagles fonde il rock tradizionale con venature blues e rock n' roll.
Bill Szymczyk, produttore del disco, ha raccontato in una intervista che la suddetta opera fu redatta in circa due settimane, a bordo di uno yacht.
Joe Walsh considera Life's Been Good come uno dei suoi migliori pezzi.

## Tracce
1. Over and Over – 4:53
2. Second Hand Store – 3:35 (Joe Walsh, Mike Murphy)
3. Indian Summer – 3:03
4. At the Station – 5:08 (Joe Walsh, Joe Vitale)
5. Tomorrow – 3:39
6. Inner Tube – 1:25
7. Theme from Boat Weirdos – 4:43 (Joe Walsh, Joe Vitale, Jay Ferguson, Willie Weeks, Bill Szymczyk)
8. Life's Been Good – 8:56

## Formazione
- Joe Walsh – voce, sintetizzatore, chitarra
- Jay Ferguson – tastiere
- Joe Vitale – percussioni, batteria, coro, flauto
- Joey Murcia – chitarra
- Willie Weeks – basso
- Don Felder - chitarra elettrica
- Bill Szymczyk - percussioni, coro
- Glenn Frey - coro